# الهجمات الكيمائية على جوبر
الهجمات الكيميائية على جوبر هي سلسلة هجمات كيماوية استهدفت حيّ جوبر في دمشق عاصمة الدولة السورية في نيسان/أبريل 2013. حسبَ التقارير التي نشرها مراسل ومصور صحيفة لوموند الفرنسية والذي قضى شهرين في جوبر؛ فإنّ هذه المنطقة قد شهدت عدّة هجمات بالغازات السامة والخانقة في وقتٍ قصير؛ ومع ذلك فإنّ بعثة الامم المتحدة التي حققت في الهجوم خلصت في نهاية تقريرها إلى أنّهُ لا توجدُ معلومات كافية أو معلومات ذات مصداقية لدعم ما تداولتهُ الصحف المحليّة والعالميّة.(ص.10)
يرى الثوار السوريون أنّ الحكومة قد استخدمت أسلحة كيميائية في جوبر في أوائل نيسان/أبريل، وهو نفس الأمر الذي أكدتهُ لوموند والتي ذكرت أن مسؤولية الهجمات بالغازات السامة تقعُ على عاتق النظام السوري مؤكدة في الوقت ذاته على أنّ مقاتلي الجيش النظامي قد استخدموا غاز السارين. في المُقابل أعربَ خبير الأسلحة الكيميائية جان باسكال زاندرز عن شكوكهِ حيال ما قد حصل في جوبر؛ وقد ركّز حول إمكانية استخدام غاز السارين في الهجوم من عدمه قائلًا: «ضحايا غاز السارين لن ينجوا خلال رحلتهم الطويلة إلى المستشفى!» في 14 نيسان/أبريل من نفس العام؛ أجرى طبيب في المستشفى الإسلامي في حمورية مقابلة مع صحيفة لوموند وقال فيها: «تعرّض الحي لهجوم كيماوي خطير وقد عالجنا الضحايا بغازات أخرى مثل بعض البخات من الأتروبين وبعض الهيدروكورتيزون.» في حين نبّه زاندرز لفرضيّة أن هذا العلاج قد يكون السبب في مقتل الضحايا خاصّة أنه علاج غير طبيعي وبه نسبة تكادُ تكون متوسطة من الخطورة. ذكرت لوموند في تقريرها كذلك: «كانَ هناك جرحى ملقونَ بجانبِ الطريق وقد عانوا من الاختناق والسعال الشديد ... لقد فقدَ مدير المستشفى الذي استقبلَ الضحايا وعيه بعدَ عمله لمدة ساعة تقريبًا معَ المُتضررين 
... حسب مصادر مطلعة – تُضيف الصحيفة – فإنّ النظام السوري قد ذهب لما هو أبعد من ذلك حيثُ استخدمَ خليطًا من المواد الكيميائية ولا سيما مع إضافة الغازات المسيل للدموع ليصعبَ تحديد نوعية الغاز المُستعمل خلال هذا الهجوم.»

## التحقيقات
في حزيران/يونيو 2013؛ عادت الحكومة الفرنسية للتطرق للموضوع بعدما نشرت بيانًا ذكرت فيه أنّ الأمم المتحدة لديها أدلة تثبت استخدام غاز السارين في الهجوم على جوبر بين 12 و14 نيسان/أبريل.(ص.5) بعدَ الهجوم الكيماوي على الغوطة؛ نشرت المخابرات الفرنسية تقريرًا جديدًا ذكرت فيه أنّ العينات التي عُثر عليها في الغوطة هي نفسها التي عُثر عليها في الهجمات على جوبر. ومع ذلك فإنّ بعثة الأمم المتحدة للتحقيق في مزاعم استخدام الأسلحة الكيميائية في سوريا أكّدت مُجددًا على عدم وجود أدلة كافية وذات مصداقية لدعم هذه «الادعاءات».(ص.10)